# La Haye Sainte
La Haye Sainte (il nome è derivato dalla corona di spine di Cristo a riprendere la forma del muro di cinta che contorna la proprietà) è una fattoria fortificata sulla strada Charleroi-Bruxelles. Poco è cambiata da quando giocò un ruolo fondamentale nella Battaglia di Waterloo del 18 giugno 1815.
La Haye Sainte era difesa da circa 400 soldati inglesi e tedeschi durante la Battaglia di Waterloo. Quando subirono l'attacco da parte dei francesi il numero degli aggressori era di gran lunga superiore rispetto ai difensori, ma gli inglesi riuscirono a resistere attendendo rinforzi. Se Napoleone Bonaparte fosse riuscito a prendere il controllo de La Haye Sainte in quel giorno, quasi certamente avrebbe irrotto tra le file alleate sconfiggendo l'esercito del Duca di Wellington.
La presa alla fine della La Haye Sainte quando gli inglesi vennero costretti a ritirarsi per mancanza di munizioni, diede indubbiamente ai francesi un certo vantaggio nell'avere una posizione difendibile nei pressi del campo di battaglia, ma Napoleone era ad ogni modo arrivato troppo tardi dal momento che tra gli schieramenti erano già giunti i prussiani al comando del generale Blucher che segnarono la sconfitta dell'esercito francese.

## Importanza strategica

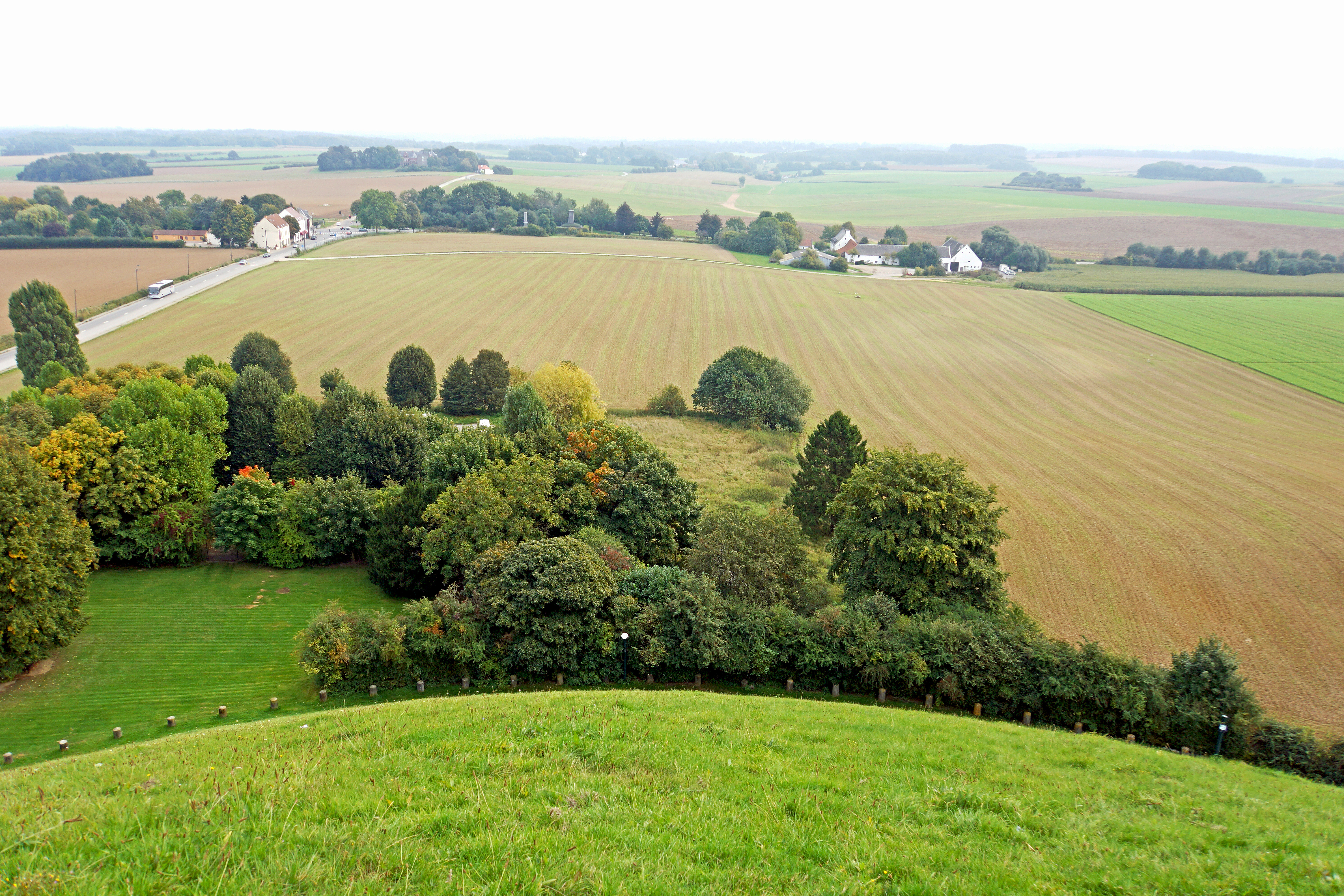
Vista del campo di battaglia dalla collina del Leone. A destra si trova la costruzione de La Haye Sainte.

La strada che conduce da La Belle Alliance, dove Napoleone aveva posto il proprio quartier generale la mattina della battaglia, era collocata sulla strada che portava verso Bruxelles. Il Duca di Wellington aveva ammassato qui i propri uomini ma questi non potevano avanzare a causa dell'artiglieria nemica.
Durante la notte dal 17 al 18 giugno, il portone del cortile venne usato come legna da ardere dalle truppe occupanti. Successivamente gli uomini della King's German Legion stazionarono alla fattoria alla mattina della battaglia quando si preoccuparono di fortificarla.
Le truppe appartenevano al 2nd Light Battalion KGL comandato dal maggiore Georg Baring, e parte al 1st Light Battalion KGL. Durante la battaglia, i corpi vennero supportati da mezzo reggimento del Nassau e da una compagnia leggera del 5th Line Battalion KGL.
Sia Napoleone che Wellington commisero errori cruciali alla La Haye Sainte che venne combattuta per questo per l'intera giornata della battaglia. Napoleone mandò troppe poche truppe alla presa della fattoria e Wellington ne rivalutò la posizione strategica troppo tardi.

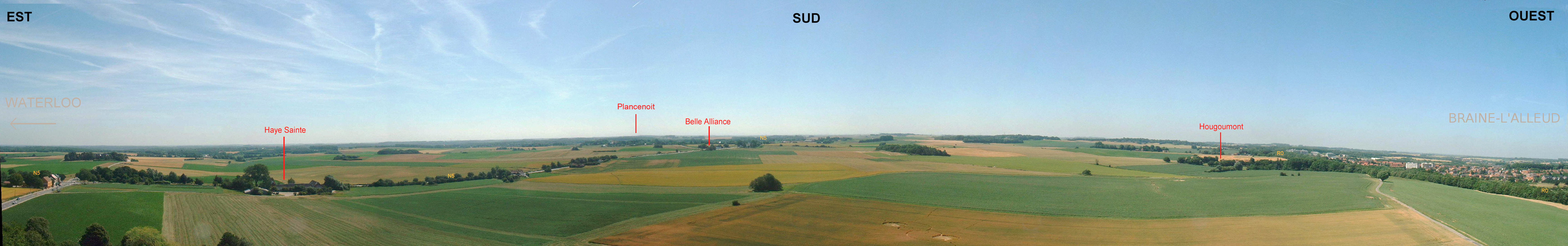
Un panorama del campo di Waterloo oggi dove si può vedere la fattoria della La Haye Sainte.

## L'attacco francese
Alle 13:00, i francesi con la loro artiglieria pesante aprirono il fuoco e gli uomini del generale d'Erlon (54° e 55° di linea) marciarono a seguito in colonne. I francesi riuscirono a circondare La Haye Sainte ma, pur perdendo molti uomini, attaccarono il centro sinistro della linea di Wellington. Quando vide che anche la La Haye Sainte stava divenendo un punto vulnerabile, la divisione di Picton venne inviata a sistemare la situazione. I francesi vennero respinti da La Haye Sainte, grazie agli attacchi della cavalleria pesante al comando di Somerset e Ponsonby.
Alle 15:00, Napoleone ordinò al maresciallo Ney di prendere definitivamente La Haye Sainte. Mentre Ney era impegnato nell'attacco glorioso ma futile con l'impiego di 8000 cavalieri, senza il supporto di fanteria o cannoni, gli alleati iniziarono a riorganizzarsi, e la presa de La Haye Sainte si rivelò impossibile.
Alle 17:30, Napoleone rinviò l'ordine a Ney di prendere La Haye Sainte.

## La presa francese e l'assalto finale

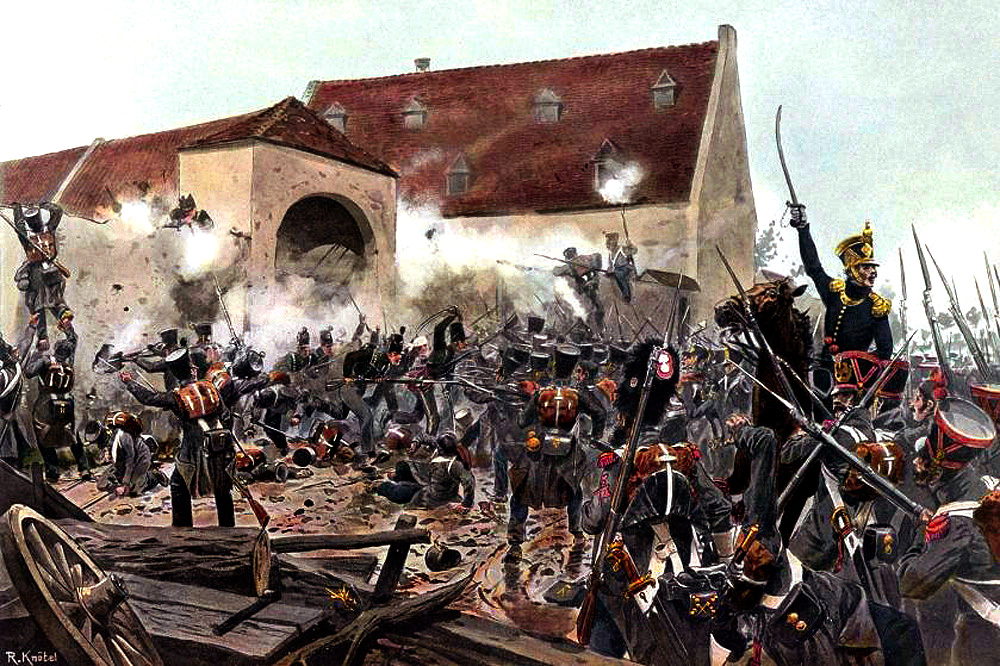
La presa de La Haye Sainte in un dipinto di Richard Knötel

Alle 18:00 il maresciallo Ney, supportato ora dall'artiglieria e dalla cavalleria, prese personalmente il comando di un reggimento di fanteria (il 13°) e di una compagnia di genieri e prese La Haye Sainte in un furioso assalto. Il battaglione inglese e tedesco che occupava il cascinale aveva dovuto ritirarsi per mancanza di munizioni.
Le forze alleate non furono in grado di contrattaccare immediatamente in quanto impegnate altrove.
Verso le 19:00, grazie alla guarnigione francese presente nella La Haye Sainte, la Guardia Imperiale di Napoleone attaccò gli alleati sulla strada verso Bruxelles. Questo attacco finale terminò attorno alle 20:10 quando i francesi si resero conto che l'arrivo dei prussiani da est avrebbe compromesso la riuscita delle operazioni. Durante la ritirata francese, La Haye Sainte venne ripresa dagli alleati, poco prima delle 21:00, quando il generale Blücher incontrò Wellington a La Belle Alliance.

## La Haye Sainte oggi
Attualmente, La Haye Sainte è una residenza privata. Sui muri esterni vi sono i memoriali sia dei KGL che delle truppe francesi. Di fronte alla casa si trova un monumento agli ufficiali ed ai soldati del KGL.

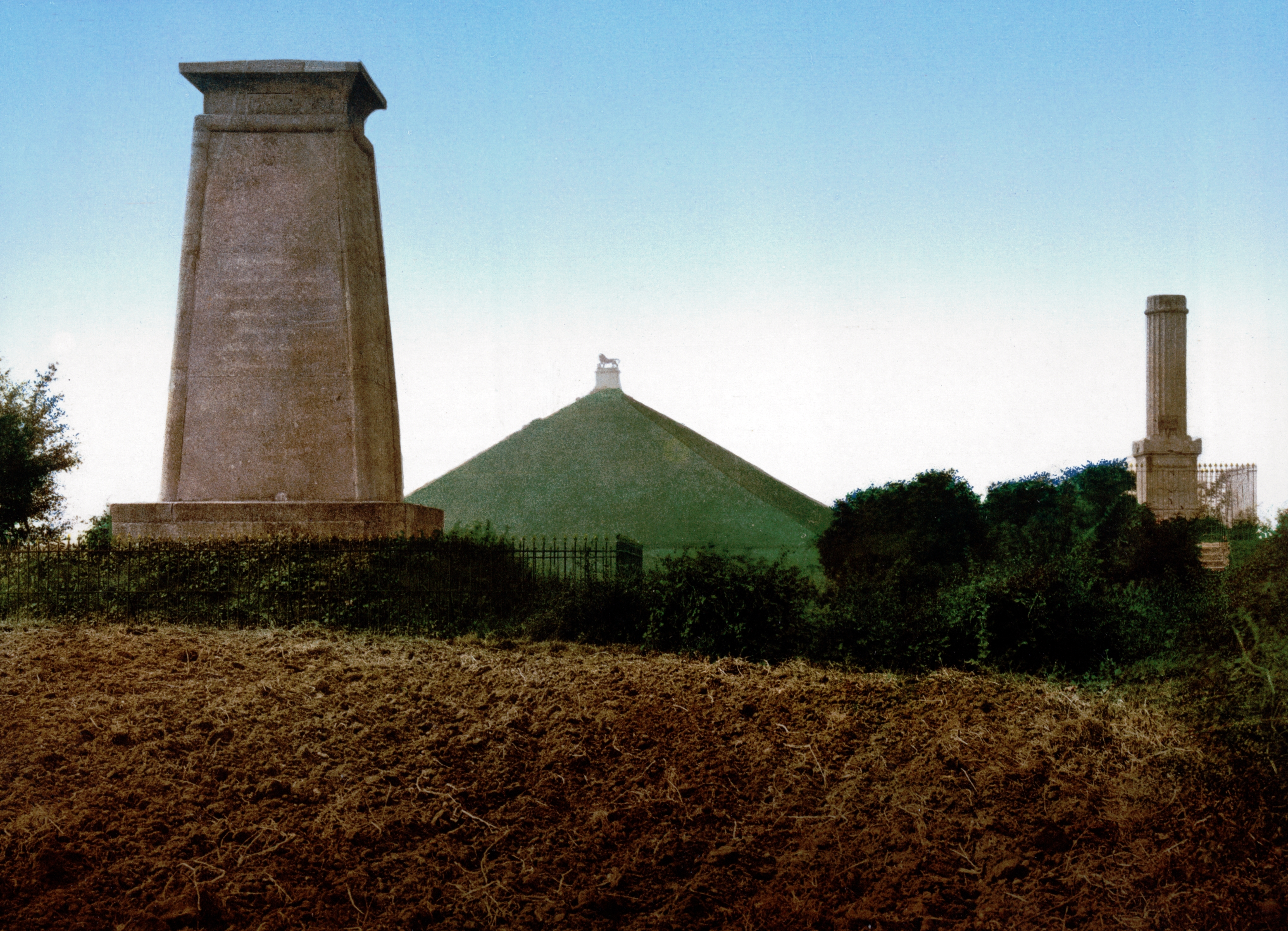
Monumenti presso La Haye Sainte - a sinistra quello della KGL mentre a destra uno è dedicato al tenente colonnello Cameron, aiutante di campo ed amico del duca di Wellington.
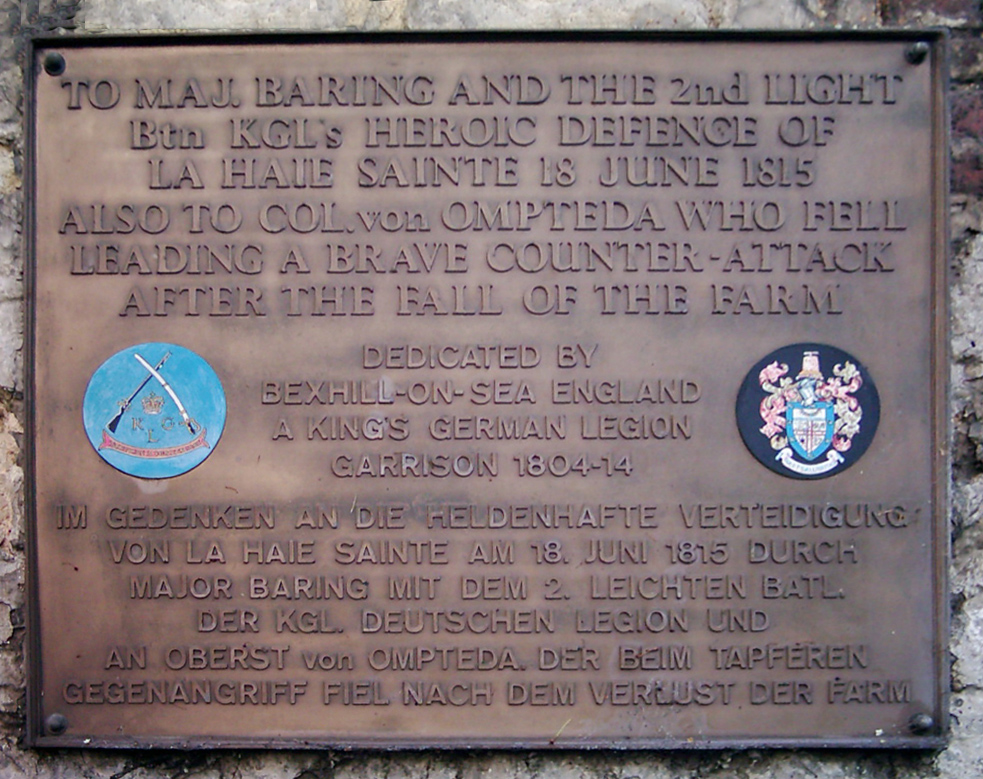
Lapide in memoria dei KGL su un muro esterno de La Haye Sainte